# 로버트 그랜트 에이트켄
로버트 그랜트 에이트켄(Robert Grant Aitken, 1864년 12월 31일 ~ 1951년 10월 29일)은 미국의 천문학자이다. 에이트켄 이중성 목록을 작성했다.

## 설명
로버트 그랜트 에이트켄은 캘리포니아 잭슨에서 스코틀랜드 이민자 로버트 에이트켄과 빌헬미나 데피나우 사이에서 태어났다. 에이트켄은 매사추세츠의 윌리엄스 대학교에 다녔고 1887년에 학부를 졸업했다. 이후 1887년부터 1891년까지 캘리포니아 리버모어에서 수학 강사로 일했고 1892년 윌리엄스 칼리지에서 수상을 받았다. 그는 또 다른 문과 학교인 태평양 대학교의 수학 교수가 되었다. 그는 1895년 캘리포니아에 있는 릭 천문대에서 천문학자 보조 자리를 제안 받았다. 그는 이중성들의 위치를 측정하고 서로의 궤도를 계산하는 체계적인 연구를 시작했다. 1899년부터 윌리엄 허시와 공동으로 그는 체계적으로 그런 별들로 이루어진 아주 큰 카탈로그를 만들었다. 이 진행 중인 작업은 릭 천문대 게시판에 게재되었다. 1905년에 허시는 떠났고 에이트켄은 단독으로 이 조사를 계속했으며 1915년까지 허시가 발견한 1,300개의 쌍성 외에 약 3,100개의 새로운 쌍성을 발견했다. 이 결과는 1932년에 발표되었으며 북극에서 120° 이내에 있는 이중성의 새로운 일반 목록이라는 제목이 붙었고 궤도 정보를 통해 천문학자들은 많은 수의 별들에 대한 항성 질량 통계를 계산할 수 있다. 쌍성을 분류한 그의 업적으로 그는 1926년에 명망 있는 브루스 메달을 수상했다. 그의 경력 동안에 에이트켄은 혜성과 행성들의 자연 위성들의 위치를 측정하고 궤도들을 계산했다. 1908년에 그는 중앙 태평양의 플린트섬으로 일식 탐험대에 합류했다. 그의 책 바이너리 스타즈는 1918년에 출판되었고 두 번째 판은 1935년에 출판되었다. 1894년에 태평양 천문학회에 가입한 후 1899년과 1915년에 태평양 천문학회 회장으로 선출되었다. 1898년부터 1942년까지 태평양천문학회 간행물의 편집자였다. 1932년에 그는 준회원이었던 왕립천문학회 앞에서 다윈 강연을 했다. 1918년부터 1928년까지 그는 국제천문연맹의 이중성 위원회의 의장이었다. 에이트켄은 부분적으로 귀머거리였고 보청기를 사용했다. 그는 1888년 경에 제시 토마스와 결혼하여 3남 1녀를 두었다. 제시는 1943년에 별세했다. 그들의 아들 로버트 토마스 에이트켄은 태평양 섬 문화를 연구한 인류학자였다. 그들의 손자 로버트 베이커 에이트켄은 널리 알려진 선종의 스승이자 작가였다. 그들의 손녀 마조리 볼드는 콜로이드를 전문으로 하는 유명한 화학자였다.

## 같이 보기
- 천문학자
- 미국